# Aspettando il cane di Pasqua
Aspettando il cane di Pasqua (It's the Easter Beagle, Charlie Brown) è uno speciale televisivo di Pasqua animato del 1974, diretto da Phil Roman. È il dodicesimo speciale basato sui Peanuts di Charles M. Schulz.
Il film è stato trasmesso per la prima volta negli Stati Uniti su CBS il 9 aprile 1974 e nel 1975 è stato candidato per un Premio Emmy. È stato distribuito in home video con il titolo È il brachetto pasquale, Charlie Brown e in streaming su Apple TV+ come È il bracchetto pasquale, Charlie Brown!.

## Trama
Charlie Brown e i suoi amici si preparano a festeggiare la Pasqua. Linus cerca di convincere Sally a credere al cane di Pasqua, che è però dubbiosa dopo il mancato arrivo del Grande Cocomero ad Halloween. Nel frattempo, Piperita Patty tenta di insegnare a Marcie a preparare le uova pasquali con scarso successo, mentre Snoopy va alla ricerca di un nido artificiale per Woodstock. Lucy decide di organizzare personalmente la caccia alle uova, in modo da poterle trovare tutte, ignara di essere seguita da Snoopy. La mattina di Pasqua, Sally si infuria con Linus per averla nuovamente delusa, mentre Piperita Patty e Marcie sono tristi per aver sprecato tutte le loro uova. Improvvisamente, Snoopy arriva danzando, rivelandosi essere il cane di Pasqua ed elargendo a tutti i bambini le uova che Lucy aveva nascosto. Ma quando arriva il turno di Charlie Brown, Snoopy si accorge di averle finite. Due mesi dopo, Lucy è ancora arrabbiata con Snoopy per averle rovinato la caccia alle uova e si dirige alla sua cuccia per fare a botte. Ma Snoopy riesce a calmarla, sorprendendola con un bacio.

## Distribuzione

### Edizione italiana
Lo speciale è stato trasmesso in Italia il 15 marzo 1977 su Rete 2, con doppiaggio effettuato dalla Coop. Sincrovox. Successivamente è stato trasmesso con un altro doppiaggio su Junior TV, come episodio della serie The Charlie Brown and Snoopy Show, con il titolo È il cane di Pasqua, Charlie Brown!. Nel 2021 è stato nuovamente ridoppiato per la distribuzione in streaming su Apple TV+.

### Doppiaggio
| Personaggio    | Doppiatore originale | Doppiatore italiano (1977) | Doppiatore italiano (anni 90) | Doppiatore italiano (2021) |
| -------------- | -------------------- | -------------------------- | ----------------------------- | -------------------------- |
| Charlie Brown  | Todd Barbee          | Fabio Boccanera            | Martino Consoli               | Arturo Sorino              |
| Snoopy         | Bill Melendez        | Bill Melendez              | Bill Melendez                 | Bill Melendez              |
| Woodstock      | Bill Melendez        | Bill Melendez              | Bill Melendez                 | Bill Melendez              |
| Linus Van Pelt | Stephen Shea         | Laura Boccanera            | Renata Bertolas               | Leonardo Cococcia          |
| Lucy Van Pelt  | Robin Kohn           | Rosalinda Galli            | Renata Bertolas               | Sara Labidi                |
| Piperita Patty | Linda Ercoli         | Annarosa Garatti           | Francesca Vettori             | Ilaria Pellicone           |
| Sally Brown    | Lynn Mortensen       | Emanuela Rossi             | Angiolina Gobbi               | Matilde Ferraro            |
| Marcie         | Jimmy Ahrens         | Liliana Sorrentino         |                               | Bianca Demofonti           |
| Schroeder      | Greg Felton          | Annarosa Garatti           | Guido Bettali                 | Vittorio Thermes           |

### Edizioni home video
Il film è stato pubblicato, sempre con il secondo doppiaggio, da Hobby & Work in VHS e DVD e da Warner Home Video in DVD. In quest'ultima edizione il titolo è erroneamente riportato: È il brachetto pasquale, Charlie Brown.

## Riconoscimenti
1975 – Primetime Emmy Awards
- Nomination Outstanding Children's Special a Lee Mendelson e Bill Melendez